# 코타보스

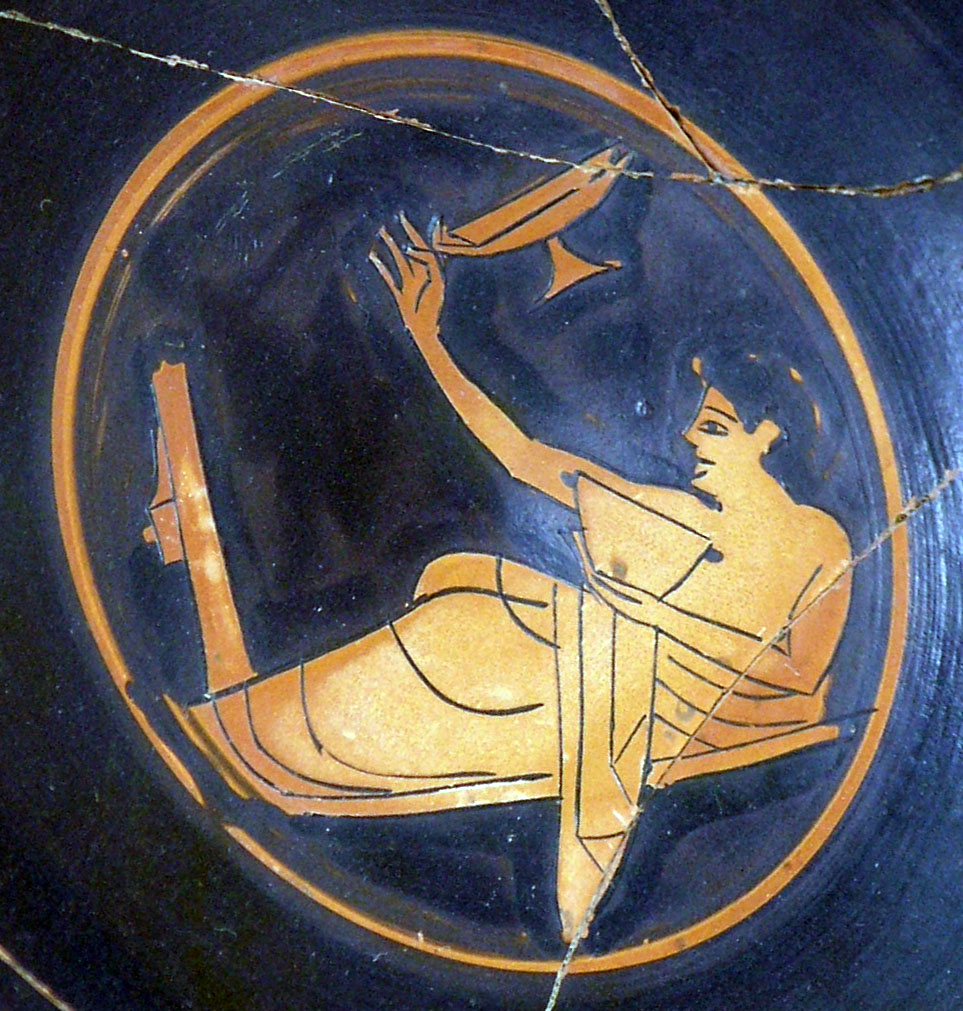
코타보스를 하는 사람

코타보스(고대 그리스어: κότταβος)는 고대 그리스와 에트루리아에서 유행했던 일종의 술게임이다. 포도주를 마시고 남은 앙금을 어떤 특정 대상에게 던져 맞추는 놀이였으며,  물에 띄운 술잔에 술을 부어서 가라 앉히거나, 공중에 매단 천칭의 접시에 부어서 아래에 있는 물건을 맞추기도 한다. 또 자기 기분에 따라서 던질 대상의 이름을 부르며 하기도 하였다. 기원전 5세기에서 4세기 사이에 특히 유행하였다.
놀이 자체는 이탈리아의 시칠리아 지역에서 발원한 것으로 보이지만 테살로니키에서 로도스섬에 이르기까지 그리스 전역에 걸쳐 퍼져나갔고 특히 아테네에서 유행하였다. 디오니시우스 칼쿠스, 알카이오스, 아나크레온, 핀다르, 바킬리데스, 아이스킬루스, 소포클레스, 에우리피데스, 아리스토파네스, 안티파네스를 비롯한 당대 작가의 글에서 친숙한 놀이로 자주 언급되며, 이 때 제작된 암포라에도 소재로 등장한다. 하지만 헬레니즘 시대와 로마 제국 시대의 문헌에는 이렇다 할 언급이 없어 유행이 사그라들었음을 알 수 있다. 특히 라틴어 문헌상에서는 거의 잊혀진 놀이로 취급된다.

## 상세

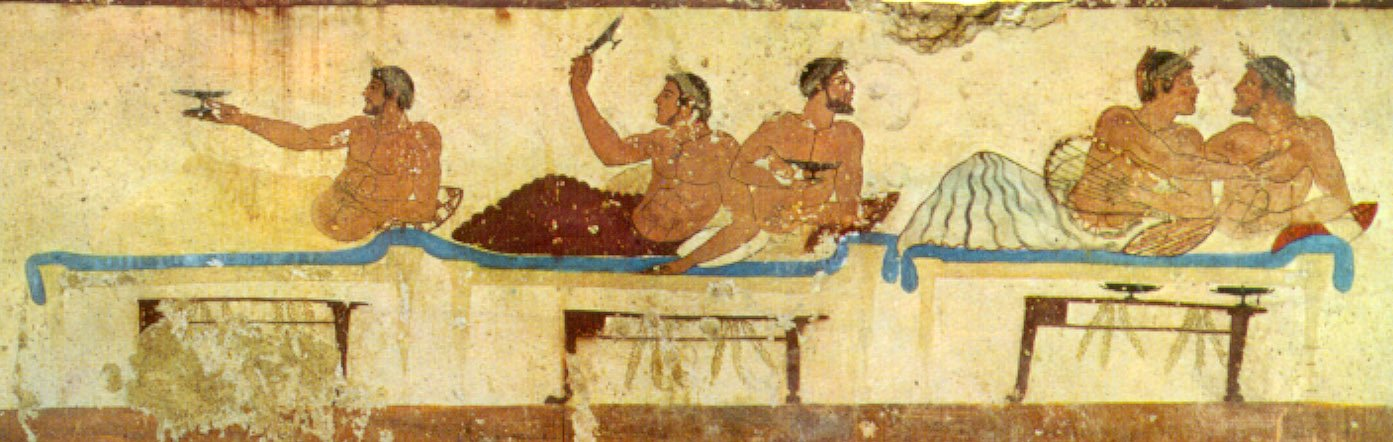
연회에서 코타보스 놀이를 하는 인물 (가운데). 다이버의 무덤에 그려진 프레스코화. 기원전 475년, 이탈리아 파에스툼 국립박물관 소장.

코타보스를 하는 방법은 다음과 같다. 포도주를 마시고 술잔에 남은 앙금을 천칭을 향해 던지는 것이다. 공중에 던져진 앙금이 흐뜨러져서는 안 된다. 청동으로 만든 천칭의 윗부분에는 조각상과 작은 접시가 달려 있는데 이를 '플라스팅크스'라 불렀고, 그 밑에 달린 큰 접시는 '마네스'라 불렀다. 앙금이 플라스팅크스를 맞추고서 마네스 안으로 톡 떨어지고, 동시에 띵 하는 종소리가 나면 성공한 것이다. 이때 던져진 앙금과 소음을 두고 '라탁스' (λάταξ)라고 부르기도 했다. 던지는 사람은 평상시 식탁에서 취하듯 드러누운 자세를 유지하고 있어야 하며, 오른손만을 이용해 코타보스를 하는 것이 일반적인 놀이 방법이었다.
놀이에서 이기려면 어느정도 손재주가 있어야 했기에, 이걸 잘 하는 사람은 투창 능력이 뛰어난 것만큼이나 같다고 취급됐다. 코타보스는 축제 연회라면 으레 하던 놀이였을 뿐만 아니라, 시칠리아 지역에서는 이 놀이만을 위한 원형 건물 유적이 발굴되기도 했는데, 천칭그릇 주변에 편안히 자세를 취하고 한명씩 빠르게 돌아가며 진행할 수 있도록 지은 것으로 보인다. 운의 요소가 작용하는 게임이면 다들 그렇듯 놀이의 성공 여부에 따라 그 놀이를 하는 사람의 출세운 (특히 연애운)에 불운이 닥칠지 아닐지를 가늠하기도 했다. 여기에서 더 나아가 어떤 가치 있는 것을 놀이에 걸어 재미를 더하기도 했다.

## 같이 보기
- 술게임